# 神戸智浩
神戸 智浩（かんべ ともひろ、1980年9月29日 - ）は日本の音楽家、作曲家、編曲家、即興演奏家、ギタリスト。静岡県出身。